# Бяркович Шая Йосипович
Шая Йосипович Бяркович (1918, м. Борисов — 31 грудня 1942) — один з організаторів і керівників комсомольсько-молодіжного підпілля і партизанського руху на території Пінської області в роки Другої світової війни.
Член КПРС з 1942 року. З вересня 1940 1-й секретар Пінського ЦК ЛКСМБ. З липня 1941 секретар Пінського підпільного обкому ЛКСМБ і Пінського підпільного ЦК ЛКСМБ. З листопада 1942 комісар партизанського загону ім. С. Лазо в Пінській області. Загинув у бою.
Імем Ш. Бярковіча названа вулиця в Пінську.